# Jan Loberšíner
Jan Loberšíner (* 26. března 1934 Včelná) byl český a československý politik Komunistické strany Československa a poslanec Sněmovny lidu Federálního shromáždění za normalizace.

## Biografie
Pocházel ze starousedlého rodu z Včelné. V rodné obci vychodil obecnou školu, měšťanskou školu studoval v Českých Budějovicích, respektive v Rožnově. Vyučil se jemným mechanikem. Pracoval pak v podniku Jihostroj ve Velešíně. Při zaměstnání absolvoval čtyřletou průmyslovou školu, obor strojní. V tomto podniku od roku 1951 zastával četné mládežnické a stranické funkce. Byl zde i předsedou celozávodního výboru KSČ. Za své politické postoje v roce 1968 se po nástupu normalizace dočkal výraznějšího politického vzestupu. V roce 1969 se stal tajemníkem pro průmysl Okresního výboru KSČ v Českém Krumlově. Na tomto postu setrval do 1. května 1974, kdy byl zvolen do funkce předsedy krajské odborové rady v Českých Budějovicích. V poúnorovém období krátce působil i jako předseda MNV v rodné Včelné a v 70. letech se uvádí jako člen Vesnického výboru KSČ v této obci. K roku 1986 se zmiňuje profesně jako tajemník Ústřední rady odborů.
Ve volbách roku 1986 zasedl za KSČ do Sněmovny lidu. Ač české národnosti, byl zvolen za slovenský obvod (volební obvod č. 141 - Stupava, Západoslovenský kraj). Ve Federálním shromáždění setrval do ledna 1990, kdy rezignoval v rámci procesu kooptací do Federálního shromáždění po sametové revoluci.
Po roce 1989 je členem KSČM. Za ni neúspěšně kandidoval do zastupitelstva obce Včelná v komunálních volbách roku 1994, komunálních volbách roku 1998, komunálních volbách roku 2002 a komunálních volbách roku 2010. Uváděn je jako důchodce.